# Butonul Like

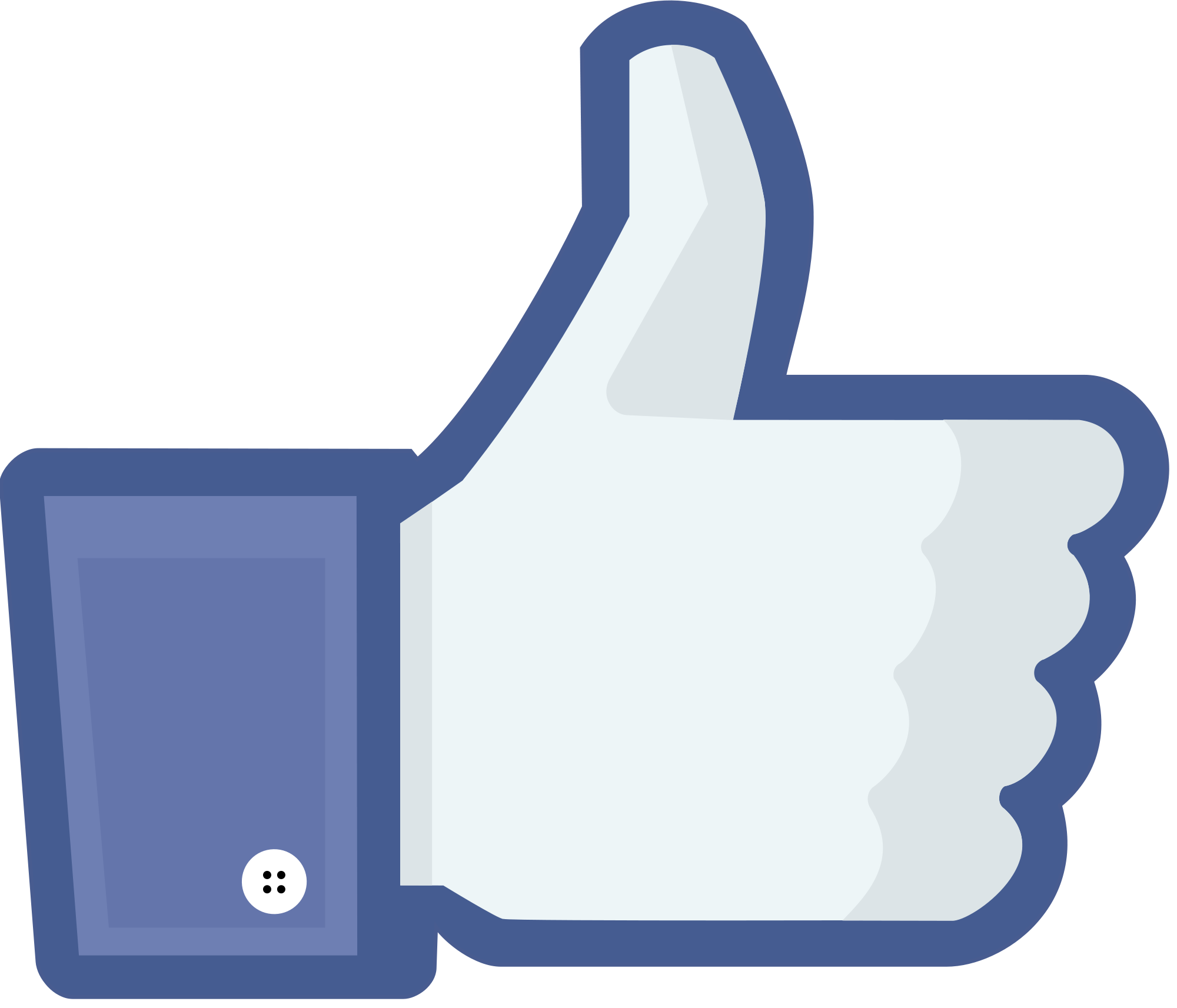
Butonul „Like” utilizat pe facebook

Butonul Like este o opțiune pentru a aprecia o caracteristică în software-ul de comunicare, cum ar fi servicii de rețele sociale, forumurile de pe internet, site-uri de știri și blog-uri. În cazul în care utilizatorul poate exprima pe care le place, acesta susține un anumit tip de conținut. Serviciile de internet care prezintă butonul Like afișează, de obicei, cantitatea de utilizatori care au apreciat fiecare conținut, și poate afișa o listă completă sau parțială a acestora. Unele site-uri includ, de asemenea, un buton de aversiune, astfel încât utilizatorul poate să voteze în favoarea, împotriva sau neutru.